# Villanova Monteleone
Villanova Monteleone (sardinsky: Biddanòa Monteleòne) je italská obec (comune) v provincii Sassari v regionu Sardinie. Nachází se ve výšce 567 metrů nad mořem a má přibližně 2 100 obyvatel. Rozloha obce je 202,68 km².